# パス法
パス法（パスほう、英語: Pass laws）は、かつて施行されていた南アフリカ連邦の法律。

## 概要
1952年成立。南アフリカに居住する16歳以上の黒人に身分証の携帯を義務付け、アパルトヘイト政府が黒人の移動の自由を奪った。外出の際は必ず携帯を義務付けられた。
身分証には氏名、写真、指紋、雇用主の氏名・連絡先が掲載され、雇用主は南アフリカ国民で事実上白人に限定されていた。身分証の発行は当局によって管理され、不携帯や身分証の内容が当局の管理内容と異なる場合に逮捕されることもあった。
1986年に、他のアパルトヘイト関連法に先駆けて廃止された。